# Asiem El Difraoui
Abdelasiem (kurz: Asiem) Hassan El Difraoui (arabisch عبد العظيم حسن الدفراوي, DMG ʿAbd al-ʿAẓīm Ḥasan ad-Difrāwī;* 5. April 1965 in Offenbach am Main) ist ein ägyptisch-deutscher Politologe, Volkswirt, Dokumentarfilm- und Buchautor. Er beschäftigt sich besonders mit der arabischen Welt und gilt als Fachmann für dschihadistische Internet-Propaganda.

## Leben
An der American University of Cairo und der School of Oriental and African Studies in London studierte El Difraoui Politik- und Wirtschaftswissenschaften und erwarb einen Bachelor-Abschluss. 1992 erlangte er am Institut d’études politiques de Paris (IEP/„Sciences Po“) den forschungsorientierten Abschluss Diplôme d’études approfondies (DEA) in Politikwissenschaften. 2010 hat er bei Gilles Kepel im Fach Internationale Beziehungen mit seiner Dissertation Al-Qaida par l’image: La prophétie du martyre („Der Jihad der Bilder – eine politische Analyse von Al Qaidas audiovisueller Propaganda“) promoviert.
Als Journalist und Dokumentarfilmautor arbeitete Asiem El Difraoui in Deutschland, der Arabischen Welt, dem Balkan, Asien und vor allem in Frankreich. Von 1992 bis 2008 erstellte er mit seiner Produktionsfirma Impossible Productions verschiedene politische Dokumentationen und Reportagen. Von 2005 bis 2010 war Asiem El Difraoui Lehrbeauftragter am IEP Paris und von 2010 bis Oktober 2012 Wissenschaftlicher Mitarbeiter in der Forschungsgruppe Naher/Mittlerer Osten und Afrika der Stiftung Wissenschaft und Politik in Berlin. Er arbeitete dort im Forschungsprojekt „Jihadismus im Internet: Die Internationalisierung von Gewaltdiskursen im World Wide Web.“ In dieser Eigenschaft beriet er das von der Europäischen Kommission geförderte Projekt „Clean IT“ zur Bekämpfung extremistischer Internet-Inhalte. Seit 2012 ist er Senior Fellow am Berliner Institut für Medien- und Kommunikationspolitik. Seine wissenschaftliche Expertise in der arabischen Welt umfasst insbesondere die Länder Algerien, Ägypten, Irak und Saudi-Arabien. El Difraoui ist seit 2015 Mitherausgeber des Magazins Zenith. Außerdem gehört er zu den Gründern der Candid Foundation in Berlin, die als unabhängige Denkfabrik eine wissenschaftlich fundierte Beschäftigung und einen Dialog mit der islamischen Welt zum Ziel hat. 2019 war El Difraoui Leiter eines Projektes für das Bundesamt für Migration und Flüchtlinge (BAMF) zur Entwicklung eines Qualifizierungslehrgangs und eines Sachbuchs zur Ausstiegsarbeit aus dem islamischen Extremismus. El Difraoui hat über Jahre französische und deutsche Ministerien sowie EU-Institutionen bezüglich der Extremismus Prävention beraten. Im November 2021 erscheint sein Werk „Die Hydra des Dschihadismus“ im Suhrkamp Verlag. Weiterhin engagiert sich El Difraoui als Verwaltungsrat Mitglied des Parisier Thinkthanks EuropaNova.

## Filme (Auswahl)
- Toulon, Vitrine der Front National. Arte, 1998, Autor.
- Frieden im Baskenland? Arte Reportage, 1998, Autor.[9]
- Die Belagerung Bagdads. Spiegel-TV, 2003, Autor (mit Peter Hell und Steffen Haug).
- Osama bin Laden: Der Prophet des Terrors. Spiegel-TV, 2004, Autor (mit Britta Sandberg).[10]
- Mekka retten: Ein Mann kämpft gegen die Zerstörung seiner Heimat. WDR, 2005, Autor.
- Die Sprache von Al-Qaida. Arte/WDR, 2008, Autor und Koproduzent (mit Mark Johnston).
- Tahrir 2011: The Good, the Bad and the Politician. WDR/Canal Plus, 2011, Koproduzent.

## Veröffentlichungen (Auswahl)
- La critique du système démocratique par le Front islamique du salut[The critique of the democratic system by the Islamic Salvation Front], in: Gilles Kepel (ed.),Exils et royaumes: Les appartenances au monde arabo-musulman aujourd'hui: études réunies pour Rémy Leveau, Presse de Sciences Po, Paris 1994, pp. 105 ff.
- mit Stefan Aust: Irak: Geschichte eines modernen Krieges, dtv, München 2004.
- Jihad.de, Jihadistische Online-Propaganda: Empfehlungen für Gegenmaßnahmen in Deutschland, SWP-Studien 2012/S 05, Februar 2012 (Online abrufbar PDF)
- mit Oliver Hahn: Der arabische Schwarm im Netz des Medienwandels. Ein Salonstreitgespräch zur Protestkommunikation ziviler Bewegungen in mehr als 140 Zeichen, in: Erik Bettermann und Ronald Grätz (Hg.), Digitale Herausforderung. Außenpolitik und internationale Kommunikation in Zeiten von Web 2.0, Steidl, Berlin 2012.
- mit Leoni Abel: The Web 2.0 Revolution and Arab Revolutionaries. The role of the new media as political infrastructure in the Arab World, in: Deutsche Welle Media Dialogue 2012. The Arab World: The role of Media in the Arab World’s Transformation Process, Vistas, Berlin 2012.
- Al-Qaida par l’image: La prophétie du martyre. (Dissertation), PUF, Paris 2013
- Ein Neues Ägypten? Eine Reise durch ein Land im Aufruhr, Hamburg: Edition Körber-Stiftung 2013, ISBN 978-3-89684-152-0
- als Herausgeber und Autor mit Carola Richter: Arabische Medien. UVK, Konstanz und München 2015, ISBN 978-3-86764-509-6
- Asiem El Difraoui, Le djihadisme, in: Que-sais-je, Presses Universitaires de France, Paris, 2016
- Asiem El Difraoui, The role of culture in preventing and reducing violent extremism, in: moreeurope.org, 2017 (Online abrufbar PDF)
- mit Milena Uhlmann: Prévention de la radicalisation et déradicalisation : les modèles allemand, britannique et danois, in: Institut français des relations internationales (IFRI) (Hg.), Politique étrangère 2015/4 (Hiver), Justice pénale internationale : un bilan, Paris 2015, ISBN 978-2-36567-453-9
- Die Hydra des Dschihadismus – Entstehung, Ausbreitung und Abwehr einer globalen Gefahr, Berlin, Suhrkamp Verlag, 2021, ISBN 978-3-518-42564-0

## Auszeichnungen
- 1998: Deutsch-Französischer Journalistenpreis in der Sparte „Fernsehen“ für Toulon, Vitrine der Front National.[11]
- 2004: Bronze World Medal des New York Film and Television Festivals für Die Belagerung Bagdads.[12]
- 2006: Silver Award in der Sparte „Investigative Reportagen“ des Al Jazeera Documentary Film Festivals für Mekka retten.[13]
- 2010: Certificate for Creative Excellence beim U.S. International Film & Video Festival für Die Sprache von Al-Qaida.[14]
- 2012: Enrico-Fulchignoni-Preis der UNESCO (vergeben bei den Filmfestspielen Venedig) für Tahrir 2011.